# Acul du Nord (arrondissement)
Acul du Nord (franska: Arrondissement de l’Acul du Nord) är ett arrondissement i Haiti.   Det ligger i departementet Nord, i den norra delen av landet, 130 km norr om huvudstaden Port-au-Prince. Antalet invånare är 105 300. Arean är 359 kvadratkilometer.
Terrängen i Acul du Nord är huvudsakligen kuperad, men den allra närmaste omgivningen är platt.